# Ancizan
Ancizan település Franciaországban, Hautes-Pyrénées megyében. Lakosainak száma 286 fő (2022. január 1.). Ancizan Campan, Cadéac, Grézian, Guchen, Arreau, Aulon és Barrancoueu községekkel határos.

## Népesség
A település népességének változása:
| Lakosok száma | 312  | 284  | 278  | 280  | 271  | 272  | 269  | 268  | 279  | 286  |
|               | 2010 | 2013 | 2015 | 2016 | 2017 | 2018 | 2019 | 2020 | 2021 | 2022 |